# Duripelta paringa
Duripelta paringa là một loài nhện trong họ Orsolobidae.
Loài này thuộc chi Duripelta. Duripelta paringa được Raymond Robert Forster & Norman I. Platnick miêu tả năm 1985.